# 三叉戟II型弹道导弹
UGM-133A三叉戟II型弹道导弹，又称三叉戟D5是一款潜射弹道导弹（SLBM），由洛克希德·马丁公司位于加州森尼韦尔的空间系统公司研发制造，装备美国以及英国海军。三叉戟II型于1990年首次服役，是三叉戟I型的改进型号，打击精度更高，载荷、航程也均有增加。是美国核三位一体重要的一环，也是美国核威慑重要的组成部分。三叉戟II型是具有威慑力的海基弹道导弹，也是美国在新削减战略武器条约的谈判过程中有力的筹码。由于弹头载荷的增大，美国军方只需要更少的核潜艇就能达成同样的核威慑力，且由于及精度很高，接近陸基弹道导弹，三叉戟II型可用于一次打击。

## 战备
目前搭载三叉戟II型的潜艇有14艘美国海军的俄亥俄级核潜艇以及4艘英国海军前卫级核潜艇，每艘俄亥俄级能搭载24枚，前卫级能搭载16枚（因美俄签署了新削减战略武器条约，俄亥俄级把搭载数量减少到20枚）。1989年设计完成后，已经有161次成功的试射。最近一次试射由俄亥俄级内布拉斯加号于2018年3月执行。另外大约有少于10次的发射失败，上一次发射失败是2016年6月份，英国皇家海军前卫级复仇号潜艇_(S31)发射三叉戟II型失败。2002年美国海军公布延寿计划， 三叉戟II型预计将服役至2040年。